# Ludwig Lewisohn
Ludwig Lewisohn, född 30 maj 1882 i Berlin, död 31 december 1955 i Miami Beach i Florida, var en amerikansk författare.

## Biografi
Lewisohn kom med sina föräldrar till USA redan 1890. Han framträdde som filolog, litteraturkritiker, skönlitterär författare och översättare av tysk litteratur, bland annat Gerhart Hauptmann. Han var själv av judisk börd och en stark anhängare av sionismen,  men kom att uppträda som kritiker av judisk kultur.
Bland hans skrifter märks The broken snare (1908), The spirit of modern German litterature (1916), The poets of modern France (1918), The drama and the stage (1922), Don Juan (1923), Roman summer (1925), Cities and men (1925), The Island within (1928) samt The case of Mr. Crump (1931), som är ett häftigt angrepp på amerikanska äktenskapslagar och puritansk moral .

## På svenska
- Den slutna kretsen (översättning Fulvia Stjernstedt, Norstedt, 1930) (The Island within)
- Makarna Crump (översättning Fulvia Stjernstedt, Norstedt, 1932) (The case of Mr. Crump)
- Stephen Escott (översättning Margaretha Odelberg, Norstedt, 1933) (The memories of Stephen Escott )
- Dick Beldens altare (översättning Margaretha Odelberg, Norstedt, 1935) (An altar in the fields)
- Försoningens dag (översättning Margaretha Odelberg, Norstedt, 1937) (Trumpet of jubilee)
- Hjärtat och världen (översättning Johannes Edfelt, Norstedt, 1940) (For ever wilt thou love)